# 林青梧
林 青梧（はやし せいご、1929年11月19日 - 2007年3月30日）は、日本の小説家、作家。

## 生涯
平壌生まれ。本名・亀谷（かめがい）梧郎。1946年内地へ帰り、東京都立大学 (1949-2011)英文科卒。日本大学豊山高等学校教諭。
朝鮮での敗戦体験を小説にし、『円卓』『文学者』などに発表。のち南京大学客員教授。
1958年「第七車輛」で芥川賞候補、「ふりむくな奇蹟は」で同、59年「橋《九月十一日》」で同、1961年「仁王」で直木賞候補、64年『誰のための大地』で同、70年『南北朝の疑惑』で同。計六回、芥川・直木賞候補となった。
第1回社会党文芸賞、中国国家友誼奨を受けた。
なお、目黒寄生虫館を創設した亀谷了は実兄にあたる。

## 著書
- 『ふりむくな奇蹟は』光風社 1959
- 『飢餓革命』文芸春秋新社 1960
- 『誰のための大地』南北社新鋭創作叢書 1964
- 『赤い熔岩の流れ』光風社書店 1969
- 『南北朝の疑惑 楠木合戦注文』創思社 1970
- 『ながい鉛の道』文芸春秋 1972
- 『黄土の碑 関東軍に刃むかう日本人』光風社書店 1973
- 『小説韓国中央情報部』北欧社 1973
- 『進路の助言医学部 これからのお医者さん』文研出版 文研新書 1975
- 『王国の記念碑』新潮社 1976
- 『満鉄特急あじあ物語 栄光の蒸気機関車』講談社 1977　のち文庫
- 『山田長政 落日の日本町』光風社出版 1980
- 『文明開化の光と闇 建築家下田菊太郎伝』相模書房 相模選書 1981
- 『教育代理戦争 行きくれる子供たち』時事通信社 1982
- 『足利尊氏』叢文社 1984　のち学陽書房人物文庫
- 『江川太郎左衛門 開国派英才挫折す』読売新聞社 1986
- 『「日本書紀」の暗号 真相の古代史』講談社 1990
- 『「日本」建国 真相の古代史 藤原不比等の野望』講談社 1993
- 『阿倍仲麻呂の暗号』PHP研究所 1997
- 『中国の希望と絶望 南京大学の学窓から何を見たか』かんき出版 1997
- 『維新人物学 激動に生きた百七人』全日出版 2001